# Выжиск (гмина)
Выжиск (пол. Wyrzysk) — гмина (уезд) в Польше, входит как административная единица в Пилский повет, Великопольское воеводство. Население — 14 155 человек (на 2004 год).

## Сельские округа
1. Аугусцин
2. Бонково
3. Домбки
4. Добжинево
5. Фальмерово
6. Глесно
7. Громадно
8. Каролево
9. Верново
10. Константыново
11. Коштово
12. Косцежин-Вельки
13. Млоткувко
14. Осек-над-Нотечён
15. Поляново
16. Руда
17. Женшково
18. Выжиск-Скарбовы
19. Жулавка

## Прочие поселения
1. Анусин
2. Багдад
3. Глещонек
4. Клявек
5. Коморово
6. Марынка
7. Маслово
8. Нове-Белявы
9. Острувек
10. Полиново
11. Прач
12. Вычёнг
13. Выдмухово
14. Зелёна-Гура
15. Желязно

## Соседние гмины
1. Гмина Бялосливе
2. Гмина Голаньч
3. Гмина Кцыня
4. Гмина Лобженица
5. Гмина Садки
6. Гмина Шамоцин
7. Гмина Высока